# Joseph Bettannier
Pour les articles homonymes, voir Bettannier.
Joseph Bettannier, né le 27 avril 1817 à Metz et mort aux Lilas le 4 mars 1882, est un dessinateur et lithographe français.

## Biographie
Il est connu pour avoir représenté des glaciers d'après nature pour le compte de l'explorateur suisse Louis Agassiz, qui produisit ainsi en 1840 son Études sur les glaciers, le premier livre sur la glaciologie et géomorphologie glaciaire.
Associé à son frère Édouard, Joseph Bettannier fonde ensuite à Paris la société Bettannier frères, spécialisée dans la production de lithographies d'art d'excellente facture.
Du fait de sa naissance à Metz, il opte pour la nationalité française en 1872. Il vivait alors à Boulogne-sur-Seine. Il cesse toute activité après 1877. Il est ensuite domicilié aux Lilas où il meurt en 1882.